# Демулен, Люсиль
Анна-Люсиль-Филиппа Демулен (фр. Anne-Lucile-Philippe Desmoulins, урожденная Ларидон-Дюплесси, фр. Laridon Duplessis, 18 января 1770 года, Париж — 13 апреля 1794 года, Париж) — жена видного деятеля Великой французской революции Камиля Демулена.

## Юные годы. Встреча с Камиллом Демуленом
Люсиль была дочерью Клода-Этьена Ларидона-Дюплесси, высокопоставленного чиновника в ведомстве генерального контролёра финансов. Она рано начала вести дневник, но ничего примечательного до встречи с Камиллом в нём не содержится.
Еще подростком, в 1780 году, Люсиль встретилась в Люксембургском саду с молодым и отнюдь не преуспевающим адвокатом Камиллом Демуленом. Он стал бывать в доме Ларидонов-Дюплесси. На первое предложение своей руки, сделанное в 1787 году, Камилл получил отказ, поскольку положение жениха отнюдь не внушало доверия отцу девушки. Но Люсиль к тому времени уже любила его, он завоевал и расположение матери, и в 1790 году отец уступил их уговорам.
29 декабря 1790 года в церкви Сен-Сюльпис был оформлен их брак; свидетелями были, в частности, Робеспьер, Петион, Бриссо и Луи-Себастьян Мерсье.

## Семейная жизнь
Молодожёны поселились на улице Французского Театра, 2 (ныне улица Одеон, 22). Другом семьи был сотрудник и тогдашний единомышленник Камилла, Станислас Фрерон, которого Люсиль прозвала «кроликом» (у неё была привычка давать знакомым прозвища, не всегда безобидные).

В дневниках Люсиль сохранились любопытные записи за дни, когда происходили важные события Великой французской революции, в которой активно участвовал её муж, например, за 10 августа 1792 года, когда был свергнут король (запись, датированная 12 августа):
Мы слышали крики и плач на улице, мы думали, что весь Париж плывёт в крови. Затем мы набрались мужества и отправились к Дантонам. Кричали: «К оружию!», каждый спешил туда. Мы хотим быть свободными. Ах, боже, как дорого приходится платить за это. Довольно долго мы оставались в неведении. Потом пришли люди и сказали нам, что мы победили. На следующий день, двенадцатого, я узнала, что Дантон стал министром.
По мере того как над головой Камилла сгущались тучи, когда его газетная полемика вызвала раздражение сначала эбертистов, а потом и Робеспьера, Люсиль испытывала всё большее беспокойство. Она писала Фрерону, в то время проконсулу на Юге, прося о помощи, но тот не стал рисковать и не вмешался. Арест Камилла в ночь с 30 на 31 марта 1794 года потряс Люсиль, и она развернула лихорадочную деятельность, чтобы его спасти. Его судили вместе с Дантоном в рамках процесса дантонистов. Она даже написала письмо Робеспьеру, но оно либо не дошло до него, либо он не ответил.

## «Заговор в тюрьмах» и смерть
На третий день процесса над дантонистами, 15 жерминаля II года (3 апреля 1794 года), некий Лафлот, заключённый Люксембургской тюрьмы, донёс в комитеты, что существует заговор с целью спасения подсудимых: в нём участвуют заключённые бывший генерал Артюр Диллон и бывший депутат Конвента Филибер Симон, а также Люсиль Демулен, передавшая им деньги. На следующий день Сен-Жюст выступил в Конвенте от имени комитетов с докладом «О новом заговоре», где, в частности, говорилось: «Диллон, приказавший своей армии идти на Париж, показал, что жене Демулена были переданы деньги, чтобы вызвать волнения и убийства патриотов и членов Революционного трибунала». Люсиль была арестована и помещена в тюрьму Люксембург, а потом в Консьержери. На процессе её и других участников «заговора в тюрьмах» согласно проверенному принципу «амальгамы» объединили с самыми неожиданными «сообщниками», такими, как левый якобинец Шометт и Франсуаза Эбер — вдова казнённого Жака-Рене Эбера, ярого противника Демулена.
Казнили всех 13 апреля 1794 года (25 жерминаля II года). В газете «Политические и иностранные новости» появилась заметка:
Вчера в семь часов (вечера) без четверти были казнены заговорщики, осуждённые Революционным трибуналом. Шометт, сидевший рядом с Гобелем, отвечал яростной улыбкой на упрёки в атеизме, которые ему делали; Гобель был мрачен, молчалив, подавлен; бледный Диллон сидел рядом с Симоном; актёр Граммон — рядом со своим сыном; вдова Эбера и вдова Камилла Демулена, изысканно одетые и сохранявшие хладнокровие, разговаривали меж собой. Гобеля и Шометта казнили последними. Голова Шометта была показана народу под рукоплескания и крики «Да здравствует республика». Жена Эбера и жена Камилла Демулена взошли на эшафот первыми, они обнялись, прежде чем умереть.

## Сочинения
Desmoulins, Lucile. Journal: 1788-1793. Texte établi et présenté par Philippe Lejeune. Paris: Éd. des Cendres, 1995.

## В культуре
Люсиль Демулен стала персонажем романа Хилари Мэнтел «Сердце бури». Она появляется в ряде художественных фильмов:
- «Наполеон» (немой, Франция, 1927) — актриса Френсин Массей
- «Дантон» (1982) — Ангела Винклер
- «Французская революция» (1989) — Мари Бюнель